# Bougival
Bougival [bužival] je město v západní části metropolitní oblasti Paříže ve Francii v departmentu Yvelines a regionu Île-de-France. Od centra Paříže je vzdálené 15,3 km.
V Bougivalu zemřel roku 1875 skladatel Georges Bizet a roku 1883 ruský spisovatel Ivan Sergejevič Turgeněv.

## Geografie
Bougival sousedí s Rueil-Malmaison, La Celle Saint-Cloud, Louveciennes a Croissy-sur-Seine.

## Památky
- Kostel Notre Dame z 12. století
- Dům Georgese Bizeta, který zde zemřel

## Vývoj počtu obyvatel
Počet obyvatel

## Galerie

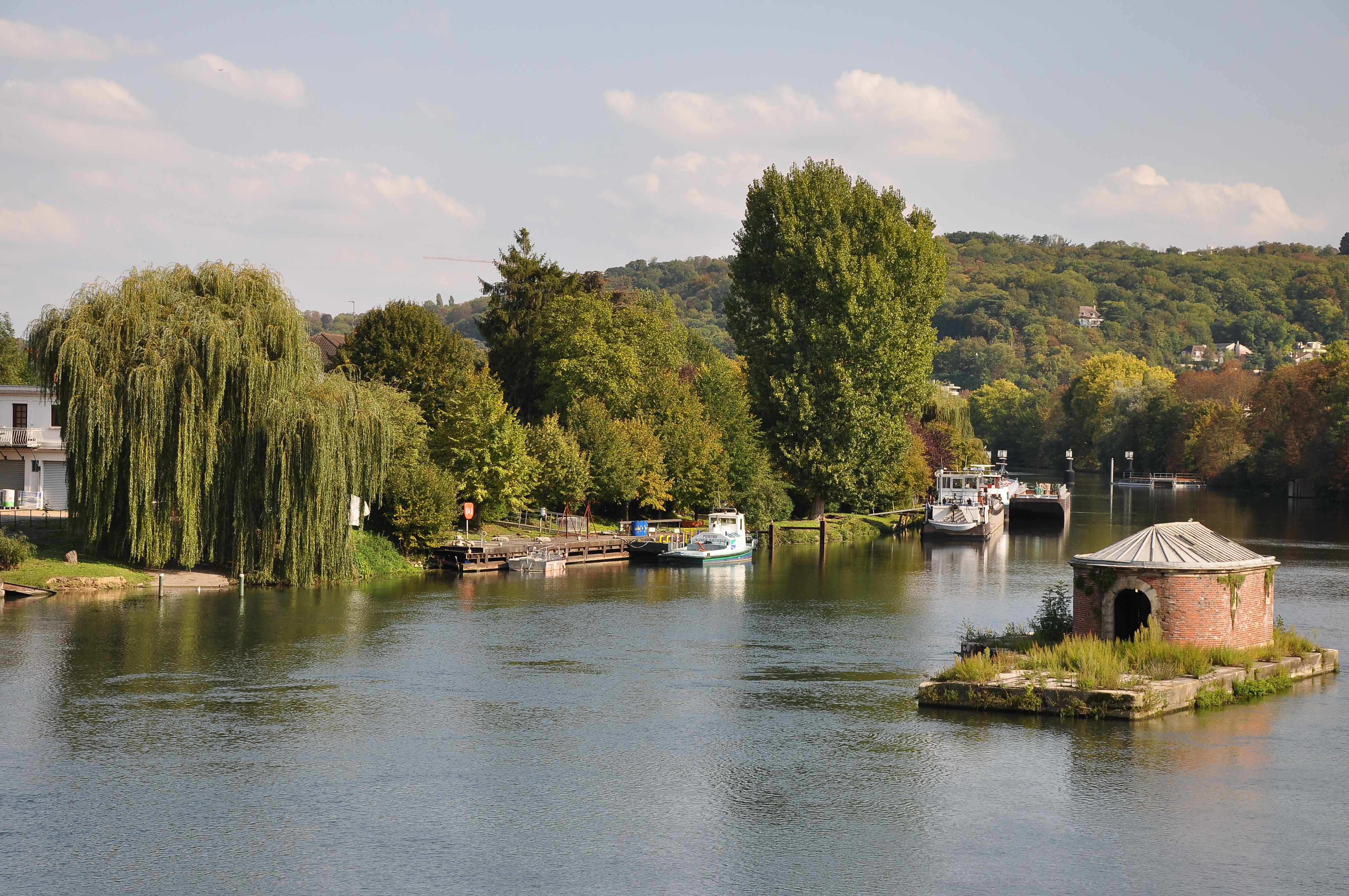
Nábřeží Seiny
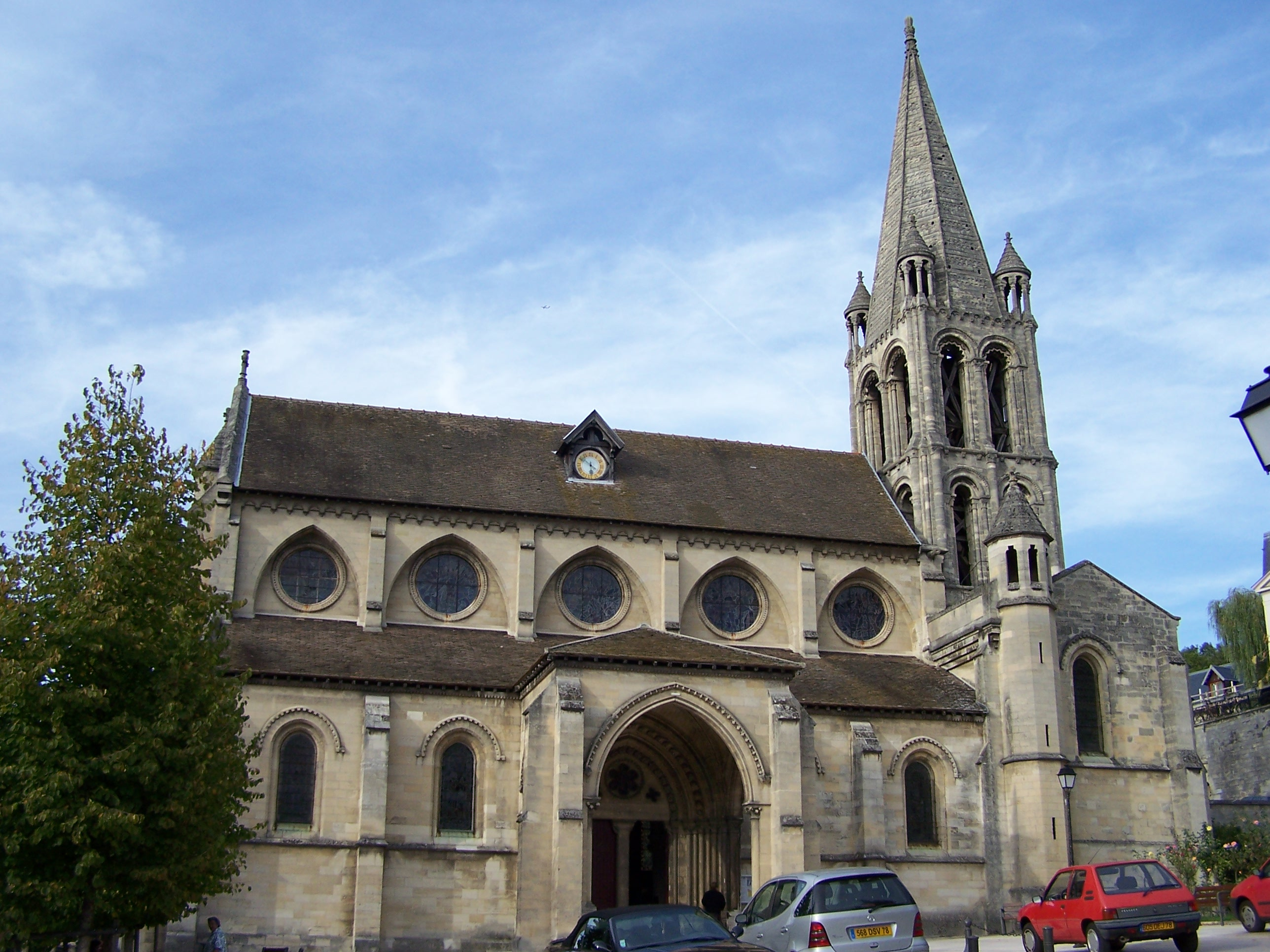
Kostel Notre-Dame
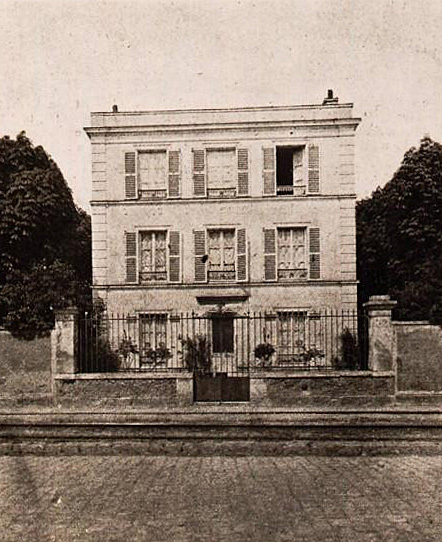
Dům G. Bizeta